# 伊拉克利亚
伊拉克利亚（希臘語：Ηράκλεια）是希腊中马其顿大区塞雷专区的市镇，行政中心为伊拉克利亚镇。市镇面积为451.5平方公里，2021年人口数量为15,713人。
现今范围的市镇设立于2011年地方政府改革中，由原3个市镇合并而成，原市镇则成为此市镇的3个市区。伊拉克利亚市区（即原伊拉克利亚市镇）的面积为195.216平方公里，2021年人口数量为9,946人。